# Regne de Kotte

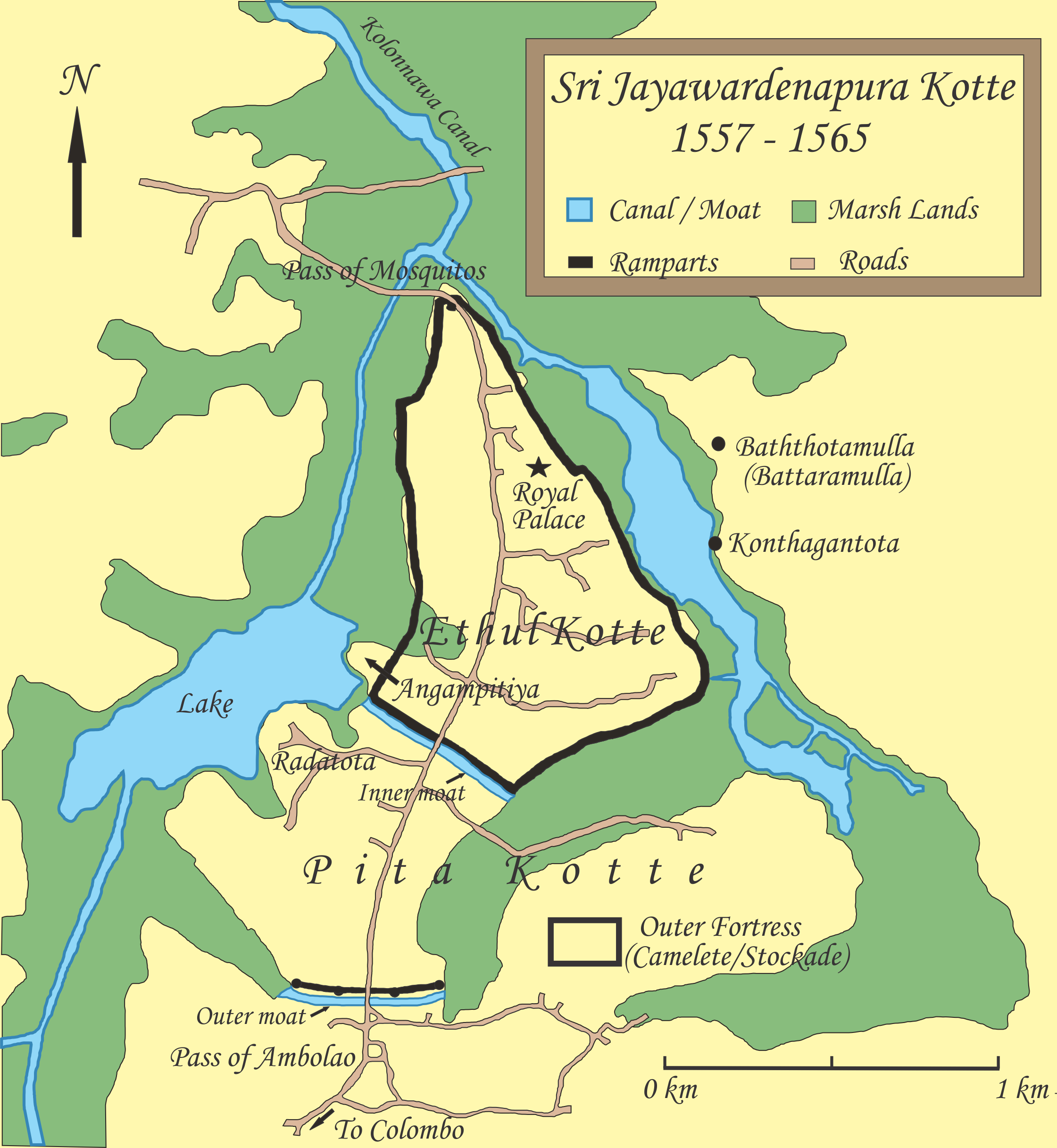
Mapa de Sri Jayawardenepura Kotte (1557 -1565)

El Regne de Kotte, amb capital a Sri Jayawardenepura Kotte (avui dia localitzada als afores de Colombo), fou un regne que va florir a Sri Lanka durant els segles XV i XVI.

## Etimologia
El terme Kotte és derivat de "Kottai", paraula tàmil que vol dir castell. La paraula Kottai és derivat de la paraula "Ko" significant rei i "Vittai" que vol dir "casa" sempre en tàmil. El castell o la fortalesa va ser fundat per Alakesvara de la família Alagakkonara originaria de Kanchipuram, Tamil Nadu

## Fundació
Al principi fou fundat com a fortalesa pel ministre Alakesvara (1370–1385) durant el regnat de Vikramabahu III de Gampola i les invasions d'escac i mat des de l'Índia del sud a la costa occidental. Més tard Parakramabahu VI va fer Sri Jayawardenepura Kotte la seva ciutat capital el 1412. Estava ben protegida per la gran zona pantanosa que va envoltar l'àrea.

## Història
Parakramabahu VI primer va esdevenir el rei de Raigama el 1412, llavors el 1415 va fer de Sri Jayawardenepura Kotte la seva capital. El rei va augmentar la ciutadella existent i va construir un nou palau reial. Parakramabahu VI va esperar fins que els llaços entre l'imperi de Vijayanagar i el regne de Jaffna van desaparèixer. Primer va capturar el territori Vanni i va obtenir la lleialtat dels seus caps. El príncep Sapumal fou el comandant de l'exèrcit de Kotte en aquell temps.

### Expansió
El 1450, Parakramabahu VI va conquerir el regne de Jaffna al nord de Sri Lanka i va unificar tota l'illa. A l'època també va florir la literatura. Els poetes notables eren monjos budistes com Thotagamuwe Sri Rahula Thera, Weedagama Maihree Thero, i Karagala Wanarathana Thero. Pel 1477, 10 anys després de la mort de Parakramabahu VI, els regnes regionals esdevenien més potents. Notablement un nou regne va ser fundat en les muntanyes centrals del paós per Senasammatha Wickremabahu que va dirigir amb èxit una rebel·lió contra el regne de Kotte el 1469.

### Govern de Kelaniya
Parakramabahu IX de Kotte va traslladar la capital a Kelaniya el 1509 i es va quedar allà fins al 1528.

### Arribada del portuguès
El portuguesos van arribar a Sri Lanka el 1505, desembarcant al port de Galle. Una vegada que van saber que havien arribat a Sri Lanka, van navegar fins a Colombo. Van ser portats per una ruta tortuosa a la capital, Kotte, la qual era de fet bastant propera. Això va ser fet per tal de crear la impressió que el regne era massa llunyà terra endins per fer factible la invasió des del port. Aquest pla fou, tanmateix, va fallar pel fet que els portuguesos que van al vaixell van disparar el canó de la nau repetidament, i les explosions foren escoltades pels portuguesos que estaven a Kotte. Aquest incident va donar origen al refrany local "Parangiya Kotte Giya Vage" ("Igual que els portuguesos van anar a Kotte") [පරන්ගියා කොට්ටේ ගියා වගේ], el qual es refereix a fer alguna cosa o anar a algun lloc per una ruta llunyana en comptes d'una ruta directa. Tanmateix, durant aquesta trobada els portuguesos van poder assegurar un acord de comerç amb el rei de Kotte.

### Desaparició

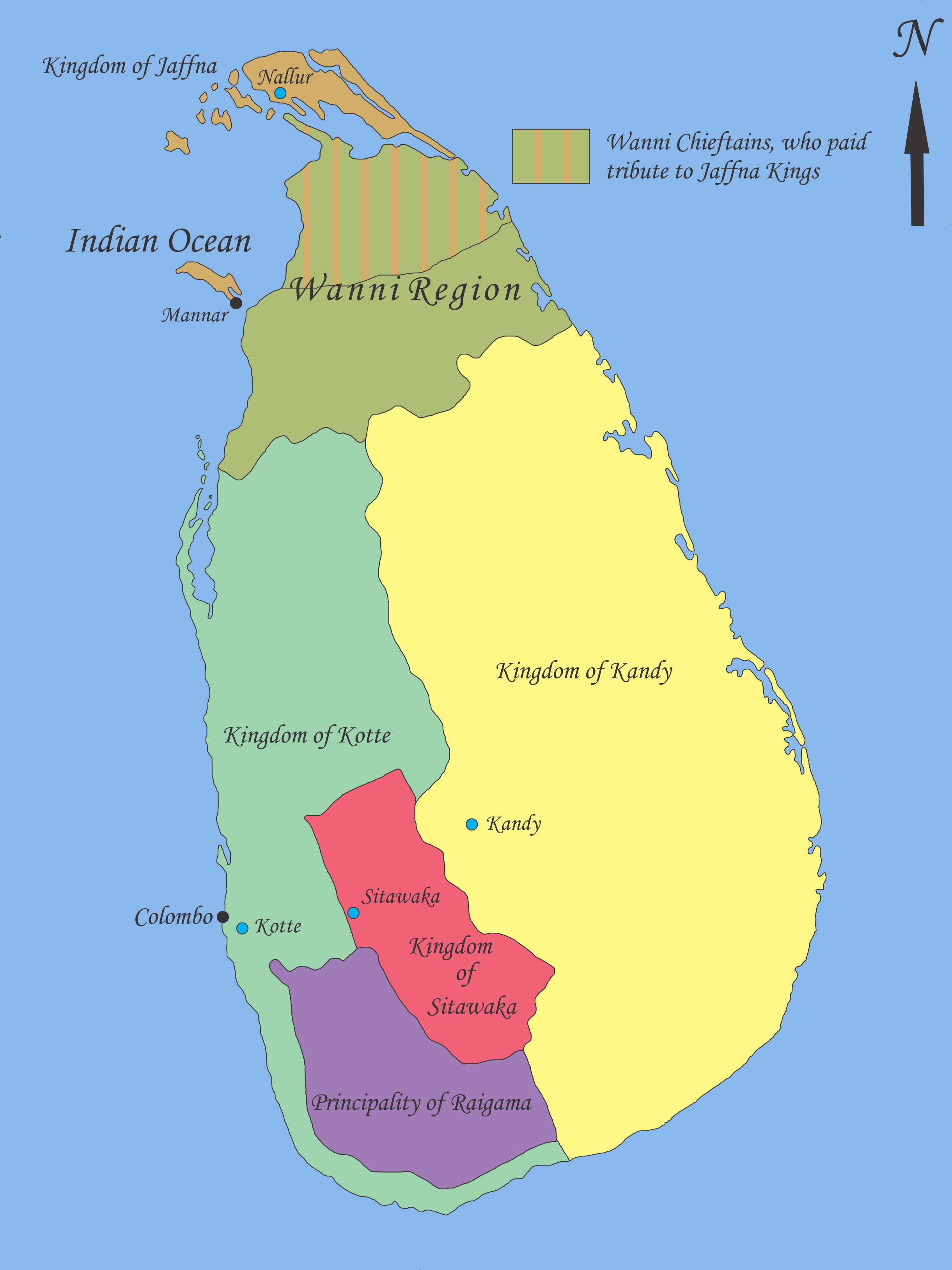
Mapa polític de Sri Lanka que segueix a l'espoliació de Vijayabahu.

La caiguda del regne de Kotte va començar amb un esdeveniment el 1521 que fou conegut com el "Wijayaba Kollaya" (l'espoli de Viyayabahu). Els tres fills del rei de Kotte, Vijayabahu VII, es van rebel·lar i van matar el seu pare dividint-se el regne entre ells. Això va donar origen a tres regnes menors, Kotte, Sitawaka i Raigama. El regne de Sitawaka esdevenia més potent i amb suport popular i el regne de Kotte va demanar ajut als portuguesos.
El rei de Kotte després del "Wijayabe Kollaya", Buvenekabahu VII, va aconseguir assistència dels portuguesos per tal de derrotar el seu germà, Mayadunna de Sitawaka. També va permetre al fill de la seva filla, el príncep Dharmapala, ser batejat com a catòlic pels portuguesos. Després que Buvenekabahu va nomenar Dharmapala com el seu hereu, va ser mort d'un tret disparat - presumptament per accident - per un soldat portuguès.
El 1565 la capital de Kotte va ser abandonada per Dharmapala a causa d'atacs freqüents del regne de Sitawaka dirigit per Mayadunna i el seu fill Rajasinha I; va ser acollit a Colombo sota protecció portuguesa. La majoria de les àrees del regne de Kotte van ser annexionades al regne de Sitawaka; no obstant després de l'ensulsiada de Sitawaka el 1594, aquestes àrees foren re-annexionades al regne de Kotte. El 1597 Dharmapala va llegar el regne de Kotte al rei portuguès i l'era de Kotte es va acabar oficialment.

## Militar
L'exèrcit del regne de Kotte va estar associat a l'expansió i a la decadència. Els poemes escrits en aquesta època expliquen la realitat de l'exèrcit contemporani. Abans de l'arribada dels portuguesos no hi ha cap signe de l'ús d'armes de foc en el regne. L'exèrcit consistia en quatre departaments principals, que eren:
- Ath o Regiments d'elefants
- Ashwa o Regiments de cavalls
- Riya o Regiments de carros
- Pabala o Regiments d'infanteria.

### Comandants notables de l'exèrcit de Kotte
En els períodes finals del regne, els portuguesos eren sovint al càrrec de l'exèrcit.
- Alagakkonara
- Widiye Bandara
- Príncep d'Ambulugala
- Samarakone Rala

### Victòries militars significatives del regne de Kotte
- Captura de Jaffna el 1450
- Captura de Vanni, subordinant i fent pagar tribut als seus caps
- Rebel·lió a les muntanyes centrals dirigida per Jothiya Situ.
- Atac a un port de l'Imperi de Vijayanagar com a represàlia pel saqueig d'un vaixell pertanyent a Kotte, i fent aquest port un tributari del regne.

## Comerç
El regne tenia centre prop de Colombo, un port important en aquell temps. Mercaders musulmans de l'Índia i Aràbia van dominar el comerç del regne fins a l'arribada dels portuguesos. El comerç d'espècies, canyella, cardamom i pebre negre sobretot, va dominar les exportacions; les gemmes i pedres precioses també eren una exportació important. Després de la conquesta de Jaffna, Kotte va posseir el comerç de perles que va donar una riquesa enorme al regne. Els portuguesos que van arribar allí com a comerciants foren capaços d'assegurar el comerç amb el regne des de la seva primera visita.

## Literatura
Un dels camps més grans que van florir en el regne fou la literatura i l'art; algun dels reis estava molt interessat en això. El patronatge reial va ser donat a la literatura comportant una edat daurada d'aquesta a l'illa.

### Grans monjos poetes de l'era de Kotte
- venerable Thotagamuwe Sri Rahula Thero[6]
- venerable Waththawe
- venerable Weedagama Maithree

### Feines d'art notables de l'era

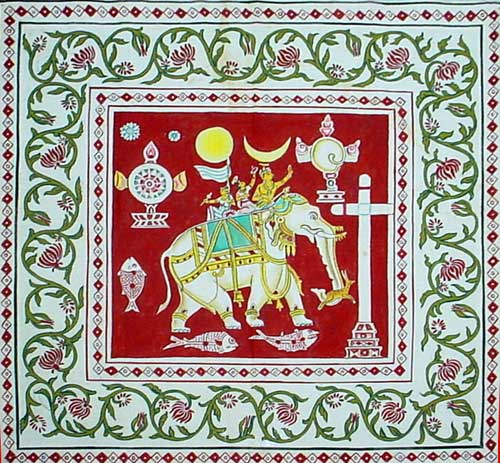
Una bandera dels catòlics singalesos karava que van esdevenir catòlics durant l'era de Kotte

#### Poemes Sandesha
- Kokila Sandesha
- Paravi Sandesha
- Gira Sandesha
- Salalihini Sandesha
- Hansa Sandesha
- Nilakobo Sandesha

#### Poemes i altra antologia
- Lowada Sangarawa
- Buduguna Alank araya
- Gutthilaya
- Kawyashekaraya
- Parakumba Siritha
- Saddharmarathnakaraya

## Institucions d'educació budista iniciades en l'era
Aquestes institucions van afavorir no només al realçament de literatura budista sinó també al desenvolupament de la medicina Ayurvedica.
- Padmawthi Piriwena, Karagala
- Vijayaba Piriwena,Thotagamuwa
- Sunethradevi Piriwena, Papiliyana
- Sri Perakumba Pirivena,Athul Kotte

### Llibres mèdics aryvèdics escrits a l'era Kotte
- Waidya Chinthamani
- Yoga Rathnakaraya

## Religió

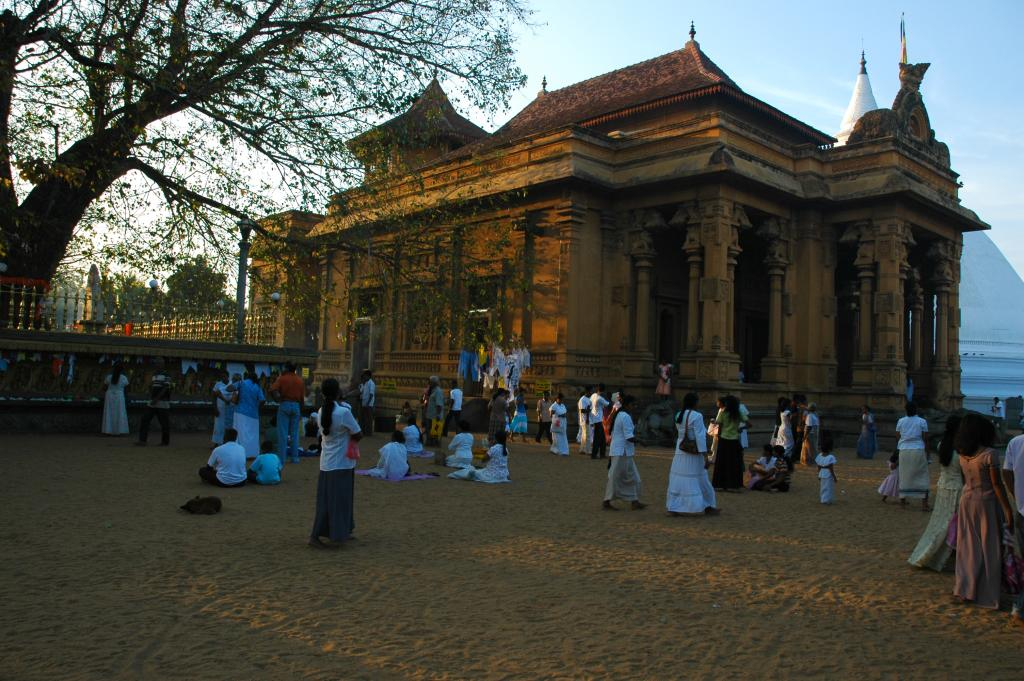
Kelani Viharaya

El budisme era la religió de la majoria i tenia el patronatge reial. Un Temple de la relíquia del Dent va ser construït prop del palau reial. El temple de Kotte Raja Maha Viharaya va ser consagrat pel rei Parakramabahu VI per celebrar el festival Esala Perahara Pegent en Honor de la relíquia de la Dent Sagrada.
L'antic Kelaniya Raja Maha Vihara també va ser reparat pel rei Parakramabahu VI i Sri Perakumba Pirivena i Sunethra Devi Pirivena van esdevenir els monestirs més famosos del país i encara segueixen igual.
L'hinduisme també tenia un lloc destacat a la societat. La majoria dels temples budistes van confiar santuaris als déus hindús Vixnu, Murugan (Déu Katahargama) i la deessa Paththini i al déu Gambara com a déu provincial.
El príncep Sapumal (més tard Bhuvanekabahu VI va construir un santuari prop de l'antic arbre bo del Raja Maha Viharaya com a vot per derrotar el rebel Arya Chakravarthi.
Els portuguesos van convertit molta de la població a la fe catòlica romana. El darrer rei de Kotte, Dom Juan Dharmapala, fou l'únic rei catòlic singalès en tota la història de Sri Lanka, encara que alguns altres reis contemporanis també van ser temporalment catòlics.

## Baththotamulla
El poble on els camps d'arrossars proporcionaven arròs al palau del rei era Battaramulla. Els jardins de flors que proporcionaven flors al palau del rei també es trobaven en aquest poble i l'àrea on estaven els jardins de flor es va anomenar Rajamalwatta.